# Besnik Gjongecaj
Besnik Gjongecaj (bɛsnik ɟɔnɡɛt͡saj; Tirana, 1956. február 13. –) albán agrármérnök, talajtanász, politikus, 1996–1997-ben Albánia felsőoktatási és tudományos kutatási minisztere.

## Életútja
A Tiranában született Gjongecaj a fővárosi Qemal Stafa Gimnázium elvégzését követően, 1977 és 1981 között a kamzai Mezőgazdasági Főiskola agronómiai karának hallgatója volt. Diplomája megszerzését követően a – később egyetemmé váló – főiskola előadó tanára, 1997 után egyetemi tanára volt. 1990-től 1992-ig az általános agronómiai tanszéket vezette, 1992 és 1996 között pedig az egyetem rektori feladatait látta el. 2001-től 2005-ig Torontóban volt föld- és környezettudományi témák előadó vendégtanára. 2005 óta a Tiranai Mezőgazdasági Egyetem agroökológiai tanszékén oktat környezeti földtudományt és talajfizikát, emellett részt vesz a doktori képzésben is.
1996-tól rövid ideig az Albán Demokrata Párt színeiben politizált. 1996–1997-ben az albán nemzetgyűlés képviselője volt, ezzel párhuzamosan a párt főtitkári tisztét is betöltötte. Aleksandër Meksi 1996. július 11-e és 1997. március 1-je között hivatalban lévő kormányában a felsőoktatási és tudományos kutatási tárcák vezetője volt.

## Tudományos munkássága
Gjongecaj tudományos kutatásai elsősorban a növénytermesztés talajbiológiai és -kémiai vonatkozásaira irányulnak, vizsgálta telítetlen talajtípusok hidraulikus vezetőképességét és víztartó képességét, a talaj erodálhatóságát befolyásoló tényezőket, az albániai talajtípusok szemcseösszetételi tulajdonságait. 1989-ben védte meg kandidátusi disszertációját, 1993-ban pedig a mezőgazdasági tudományok doktora lett. Pályája során részt vett a Világbank támogatásával megvalósuló kormányzati programokban (öntözési rendszerek telepítése, a felsőoktatás és az alapkutatások szerkezeti feltételeinek és jogi hátterének fejlesztése stb.).

## Főbb művei
- Besnik Gjongecaj – Ilir Kristo – Xhemal Prizreni: Bujqësia e përgjithshme II.: Agronomi, perimtari, pemëtari (’Általános mezőgazdaságtan II.: Agronómia, gyümölcs- és zöldségkertészet’). Tiranë: Shtëpia Botuese e Librit Shkollor. 1988.   114 o.
- Besnik Gjongecaj: Fizika e tokës: Teoria (’Talajfizika: Elméleti alapvetés’). Tiranë: Geer. 2009.   201 o.
- Besnik Gjongecaj: Fizika e tokës: Ushtrime të zgjidhura (’Talajfizika: Gyakorlati feladatok’). Tiranë: Geer. 2009.   118 o.
- Besnik Gjongecaj: Prodhimi bimor: Toka (’Növénytermesztés: A termőföld’). Tiranë: Geer. 2011.   320 o.
- Besnik Gjongecaj: Fizika mjedisore e tokës (’A talaj környezeti fizikája’). Tiranë: Grand Prind. 2017.   384 o.
- Besnik Gjongecaj: Marrëdhëniet tokë-bimë (’Talaj-növény kapcsolatok’). Tiranë: Classic Print. 2019.   344 o.

Politikai írások
- Besnik Gjongecaj: Universitetet dhe shkenca nën peshën e mosreformimit (’Az egyetemek és tudományok a reformdeficit súlya alatt’). Tiranë: (kiadó nélkül). 2007.   227 o.
- Besnik Gjongecaj: Në morgun e politikës: Kur letërsia takon publicistikën (’A politika patológiája: Amikor az irodalom a publicisztikával találkozik’). Tiranë: Geer. 2013.   440 o.